# 충주 미륵대원지 석등
충주 미륵대원지 석등(忠州 彌勒大院址 石燈)은 충청북도 충주시 수안보면 미륵리, 미륵대원지에 있는 석등이다. 1976년 12월 21일 충청북도의 유형문화재 제19호로 지정되었다.

## 개요
월악산을 바라보며 서 있는 《충주 미륵리 석조여래입상》(보물 제96호)과 《충주 미륵리 오층석탑》(보물 제95호)의 중간에 놓여 있는 석등이다.
각 부분이 8각의 평면을 기본으로 하고 있으며, 상·중·하로 이루어진 3단의 받침을 마련하여 불을 밝히는 화사석(火舍石)을 올린 후 지붕돌과 머리장식을 얹은 모습이다. 바닥돌과 아래받침돌은 한 돌로 이루어졌으며, 아래받침돌에는 엎어놓은 연꽃무늬를 둘렀다. 가운데기둥은 적당한 높이에 간결한 모습이다. 윗받침돌에는 아래받침돌과 대칭되는 연꽃무늬를 조각하였다. 화사석은 불빛이 퍼지도록 4면에 창을 내었다. 지붕돌은 여덟 귀퉁이가 살짝 치켜올려졌다. 꼭대기에는 8각의 낮은 받침 위에 보주(寶珠:꽃봉오리모양의 장식)를 얹어 머리장식을 하고 있다.
함께 서 있는 석불입상, 5층 석탑과 함께 고려시대의 작품으로 짐작된다.

## 같이 보기
- 충주 미륵리 석조여래입상 (보물 제96호)
- 충주 미륵리 오층석탑 (보물 제95호)

## 참고 자료
- 충주 미륵대원지 석등 - 국가유산청 국가유산포털